# Temporada 2002-2003 del Club Joventut Badalona
La temporada 2002-2003 va ser la 64a temporada en actiu del Club Joventut Badalona des que va començar a competir de manera oficial. La Penya va disputar la seva 47a temporada a la màxima categoria del bàsquet espanyol. Va acabar la fase regular en la setena posició, classificant-se per a disputar els play-offs pel títol després de quatre temporades sense aconseguir-ho. Aquesta temporada va competir a totes les competicions possibles, incloent la Copa ULEB. Va ser la darrera temporada de Manel Comas a la banqueta.

## Resultats
Copa ULEB
El DKV Joventut va arribar fins a les semifinals de la Copa ULEB, ronda en la que va perdre davant el KK Krka Novo Mesto eslovè. La Penya havia superat la fase de grups com a segona classificada del grup A, va eliminar l'Spirou Charleroi de Bèlgica a vuitens i al Železnik serbi a quarts.
Lliga ACB i play-offs
A la Lliga ACB finalitza la fase regular en la setena posició de 18 equips participants, classificant-se per disputar els play-offs pel títol. En 34 partits disputats de la fase regular va obtenir un bagatge de 18 victòries i 16 derrotes, amb 2.849 punts a favor i 2.753 en contra (+96). En els play-offs pel títol el DKV va quedar eliminat en quarts de final a mans del Pamesa València (3-0).
Copa del Rei
El Joventut va perdre a quarts de final davant l'Unicaja per 77 a 75, en aquesta edició disputada a València.

## Plantilla
La plantilla del Joventut aquesta temporada va ser la següent:
| Club Joventut Badalona: plantilla 2002-03 |                  |         |      |
| #                                         | Jugador          | Pos.    | A.   |
| 4                                         | Nikola Radulovic | Aler    | 2.07 |
| 5                                         | Rafa Jofresa     | Base    | 1.83 |
| 6                                         | Carles Marco     | Base    | 1.80 |
| 9                                         | Souley Drame     | Aler    | 2.02 |
| 10                                        | Juan Espil       | Escorta | 1.94 |
| 11                                        | Antonio Bueno    | Pivot   | 2.08 |
| 12                                        | Paul Shirley     | Pivot   | 2.08 |
| 13                                        | Mehdi Labeyrie   | Pivot   | 2.02 |
| 15                                        | Zan Tabak        | Pivot   | 2.13 |
| 19                                        | Paco Vázquez     | Escorta | 1.90 |

| Club Joventut Badalona: staff 2002-03 |                      |
| Nom                                   | Funció               |
| Manel Comas                           | Entrenador           |
| Joan Plaza                            | Entrenador assistent |

| Jugadors del planter amb minuts al 1r equip |                    |            |      |              |
| #                                           | Jugador            | Pos.       | A.   | Participació |
| 16                                          | Josep Maria Guzmán | Base       | 1.82 | 2 partits    |
| 18                                          | Rudy Fernández     | Aler       | 1.96 | 1 partit     |
|                                             | Pep Ortega         | Aler pivot | 2.01 | Europa       |

### Baixes
| Baixes a l'inici de temporada |            |
| Jugador                       | Pos.       |
| Stephane Dumas                | Base       |
| Tanoka Beard                  | Pivot      |
| Maximiliano Reale             | Escorta    |
| Maceo Baston                  | Aler pivot |
| Álex Mumbrú                   | Aler       |
| Daren Queenan                 | Escorta    |

| Baixes durant la temporada |            |
| Jugador                    | Pos.       |
| Zendon Hamilton            | Pivot      |
| Maceo Baston               | Aler pivot |
| Albert Roma                | Pivot      |
| Todd Fuller                | Pivot      |